# Atletism la Jocurile Olimpice de vară din 2020 - Aruncarea ciocanului (masculin)
Proba masculină de aruncare a ciocanului de la Jocurile Olimpice de vară din 2020 a avut loc în perioada 2-4 august 2021 pe Stadionul Național al Japoniei.

## Recorduri
Înaintea acestei competiții, recordurile mondiale și olimpice erau următoarele:
| Record           | Atlet                  | Rezultat | Loc                         | Data               |
| ---------------- | ---------------------- | -------- | --------------------------- | ------------------ |
| Recordul mondial | Yuriy Sedykh (URS)     | 86,74 m  | Stuttgart, Germania de Vest | 30 august 1986     |
| Recordul olimpic | Serghei Litvinov (URS) | 84,80 m  | Seul, Coreea de Sud         | 26 septembrie 1988 |

## Program
Orele sunt ora Japoniei (UTC+9) 
| Data                    | Oră   | Etapă      |
| ----------------------- | ----- | ---------- |
| Luni, 2 august 2021     | 9:00  | Calificări |
| Miercuri, 4 august 2021 | 18:30 | Finala     |

## Rezultate

### Calificări
S-au calificat în finală cei care au reușit o aruncare de cel puțin 77,50 m (C) sau atleții cu cele mai bune 12 rezultate (c).
| Loc | Grupă | Atlet                  | Țară                       | 1     | 2     | 3     | Distanță | Note  |
| --- | ----- | ---------------------- | -------------------------- | ----- | ----- | ----- | -------- | ----- |
| 1   | B     | Wojciech Nowicki       | Polonia                    | 79,78 |       |       | 79,78    | C     |
| 2   | B     | Rudy Winkler           | Statele Unite ale Americii | 76,39 | 78,81 |       | 78,81    | C     |
| 3   | B     | Eivind Henriksen       | Norvegia                   | 78,79 |       |       | 78,79    | C, RN |
| 4   | A     | Quentin Bigot          | Franța                     | 76,10 | 78,73 |       | 78,73    | C     |
| 5   | A     | Mîhailo Kohan          | Ucraina                    | 76,82 | 78,36 |       | 78,36    | C     |
| 6   | A     | Nick Miller            | Marea Britanie             | x     | 76,93 | x     | 76,93    | c     |
| 7   | B     | Javier Cienfuegos      | Spania                     | 72,76 | 75,56 | 76,91 | 76,91    | c     |
| 8   | A     | Eșref Apak             | Turcia                     | 75,87 | 76,76 | 75,15 | 76,76    | c     |
| 9   | A     | Paweł Fajdek           | Polonia                    | 74,28 | x     | 76,46 | 76,46    | c     |
| 10  | A     | Serghei Marghiev       | Republica Moldova          | 74,31 | 72,25 | 75,94 | 75,94    | c     |
| 11  | A     | Valeriy Pronkin        | COR                        | 75,09 | 75,80 | 75,80 | 75,80    | c     |
| 12  | B     | Daniel Haugh           | Statele Unite ale Americii | x     | x     | 75,73 | 75,73    | c     |
| 13  | A     | Gabriel Kehr           | Chile                      | 74,46 | 72,61 | 75,60 | 75,60    |       |
| 14  | A     | Bence Halász           | Ungaria                    | 75,39 | x     | 75,03 | 75,39    |       |
| 15  | A     | Diego del Real         | Mexic                      | x     | 73,32 | 75,17 | 75,17    |       |
| 16  | A     | Alex Young             | Statele Unite ale Americii | 75,09 | 75,02 | x     | 75,09    |       |
| 17  | B     | Humberto Mansilla      | Chile                      | 73,17 | 74,76 | 72,77 | 74,76    |       |
| 18  | A     | Ivan Tikhon            | Belarus                    | 72,48 | 74,57 | x     | 74,57    |       |
| 19  | B     | Yury Vasilchanka       | Belarus                    | x     | 73,27 | 74,00 | 74,00    |       |
| 20  | B     | Hlib Piskunov          | Ucraina                    | 72,42 | 73,37 | 73,84 | 73,84    |       |
| 21  | B     | Tristan Schwandke      | Germania                   | 72,92 | 72,74 | 73,77 | 73,77    |       |
| 22  | B     | Michail Anastasakis    | Grecia                     | 73,52 | 73,22 | x     | 73,52    |       |
| 23  | B     | Mostafa El Gamel       | Egipt                      | 72,13 | 72,76 | 71,85 | 72,76    |       |
| 24  | B     | Marcel Lomnický        | Slovacia                   | 71.17 | x     | 72,52 | 72,52    |       |
| 25  | A     | Christos Frantzeskakis | Grecia                     | 72,19 | x     | 70,64 | 72,19    |       |
| 26  | B     | Ashraf Amgad El-Seify  | Qatar                      | 71,84 | x     | x     | 71,84    |       |
| 27  | A     | Hleb Dudarau           | Belarus                    | x     | 71,04 | 71,60 | 71,60    |       |
| 28  | B     | Taylor Campbell        | Marea Britanie             | x     | 71,34 | x     | 71,34    |       |
| 29  | A     | Sukhrob Khodjaev       | Uzbekistan                 | 70,87 | x     | 71,26 | 71,26    |       |
| 30  | B     | Mergen Mamedov         | Turkmenistan               | 62,93 | 67,41 | 67,53 | 67,53    |       |
| 31  | B     | Özkan Baltacı          | Turcia                     | 63,63 | r     | —     | 63,63    |       |

### Finala
| Loc | Atlet             | Țară                       | 1     | 2     | 3     | 4                              | 5                              | 6                              | Distanță | Note |
| --- | ----------------- | -------------------------- | ----- | ----- | ----- | ------------------------------ | ------------------------------ | ------------------------------ | -------- | ---- |
| 1   | Wojciech Nowicki  | Polonia                    | 81,18 | 81,72 | 82,52 | 81,39                          | 82,06                          | x                              | 82,52    | PB   |
| 2   | Eivind Henriksen  | Norvegia                   | 79,18 | 79,06 | 80,31 | 77,78                          | 81,58                          | 80,02                          | 81,58    | RN   |
| 3   | Paweł Fajdek      | Polonia                    | 77,58 | 78,58 | 78,83 | 78,04                          | 81,53                          | 79,66                          | 81,53    |      |
| 4   | Mîhailo Kohan     | Ucraina                    | 77,91 | 80,39 | x     | 79,79                          | 78,81                          | 77,52                          | 80,39    |      |
| 5   | Quentin Bigot     | Franța                     | 77,93 | 79,39 | 78,30 | 78,84                          | x                              | 75,78                          | 79,39    |      |
| 6   | Nick Miller       | Marea Britanie             | 77.88 | x     | 77,46 | 77,64                          | x                              | 78,15                          | 78,15    | SB   |
| 7   | Rudy Winkler      | Statele Unite ale Americii | 77,08 | x     | 75,95 | x                              | 75,34                          | x                              | 77,08    |      |
| 8   | Valeriy Pronkin   | COR                        | 76,72 | x     | x     | x                              | 75,97                          | 74,73                          | 76,72    |      |
| 9   | Eșref Apak        | Turcia                     | 76,22 | 76,71 | 74,28 | Nu a avansat în faza următoare | Nu a avansat în faza următoare | Nu a avansat în faza următoare | 76,71    |      |
| 10  | Javier Cienfuegos | Spania                     | 74,62 | x     | 76,30 | Nu a avansat în faza următoare | Nu a avansat în faza următoare | Nu a avansat în faza următoare | 76,30    |      |
| 11  | Daniel Haugh      | Statele Unite ale Americii | x     | 76,22 | x     | Nu a avansat în faza următoare | Nu a avansat în faza următoare | Nu a avansat în faza următoare | 76,22    |      |
| 12  | Serghei Marghiev  | Republica Moldova          | 73,28 | 75,24 | 74,95 | Nu a avansat în faza următoare | Nu a avansat în faza următoare | Nu a avansat în faza următoare | 75,24    |      |